# Force play
En force play i baseboll eller softboll är en situation där en löpare måste lämna sin bas därför att slagmannen ska till första bas och högst en spelare får stå vid varje bas. Detta blir en kedjereaktion om det exempelvis står en löpare på både första och andra bas, dessa måste då springa mot andra respektive tredje bas. I en sådan situation räcker det för utelaget att med bollen i handen röra vid den bas som löparen är på väg mot för att löparen ska bli bränd, man behöver alltså inte röra vid löparen (tagga honom).